# Anders Thylander
Anders Thylander (i riksdagen kallad Thylander i Malmö, senare Thylander i Stockholm), född den 24 februari 1845 i Tygelsjö, död den 5 september 1932 i Hästveda, var en svensk folkskollärare och politiker (liberal). 
Anders Thylander, som var son till en jordbruksarbetare, tog folkskollärarexamen i Lund 1872 och arbetade därefter som folkskollärare i Västra Karaby landskommun 1873–1877 och i Malmö 1878–1907. Han var därefter förtroendeman för Sveriges lokmannaförbund 1908–1915.
Han var riksdagsledamot i andra kammaren för Malmö stads valkrets 1897–1911. Vid inträdet i riksdagen anslöt han sig till Folkpartiet, som 1900 uppgick i Liberala samlingspartiet. Åren 1908–1909 betecknade han sig som vänstervilde men återgick vid riksdagen 1910 till Liberala samlingspartiet. I riksdagen var han bland annat ledamot i bankoutskottet 1909–1911. Han engagerade sig främst i löne- och pensionspolitiska frågor.